# 8535 Pellesvanslös
8535 Pellesvanslös là một tiểu hành tinh vành đai chính với chu kỳ quỹ đạo là 2048.9658443 ngày (5.61 năm).
Nó được phát hiện ngày 21 tháng 3 năm 1993.